# Marabá (microregio)
Marabá is een van de 22 microregio's van de Braziliaanse deelstaat Pará. Zij ligt in de mesoregio Sudeste Paraense en grenst aan de microregio's Paragominas, Parauapebas, Redenção, São Félix do Xingu, Tucuruí, Imperatriz (MA), Porto Franco (MA) en Bico do Papagaio (TO). De oostgrens van Marabá wordt gevormd door de Araguaia. De microregio heeft een oppervlakte van ca. 19.936 km². In 2006 werd het inwoneraantal geschat op 259.514.
Vijf gemeenten behoren tot deze microregio:
- Brejo Grande do Araguaia
- Marabá
- Palestina do Pará
- São Domingos do Araguaia
- São João do Araguaia

Mesoregio's: Baixo Amazonas · Marajó · Metropolitana de Belém · Nordeste Paraense · Sudeste Paraense · Sudoeste Paraense

Microregio's: Almerim · Altamira · Arari · Belém · Bragantina · Cametá · Castanhal · Conceição do Araguaia · Furos de Breves · Guamá · Itaituba · Marabá · Óbidos · Paragominas · Parauapebas · Portel · Redenção · Salgado · Santarém · São Félix do Xingu · Tomé-Açu · Tucuruí